# Giovanni Mario Crescimbeni
Giovanni Mario Crescimbeni, italijanski jezuit, kritik, pesnik, pravnik in publicist, * 9. oktober 1663, Macerata, † 8. marec 1728.
Bil je eden od 15 ustanoviteljev Accademia dell'Arcadia. Njegovo najpomembnejše delo je Istoria della volgar poesia (Rim, 1698).